# Llengües wakash
Les Llengües wakash són un grup de Llengües ameríndies del grup algonkin-wakash segons Edward Sapir i aïllades segons Voegelin i altres. Són encara parlades al voltant de l'illa de Vancouver, a la Colúmbia Britànica.

## Divisió interna
El grup wakash consisteix en 7 llengües:
I. Wakash del nord
1. Haisla (també xaʔislak’ala)
2. Kwak'wala (també kwakiutl, parlat pels Southern Kwakiutl i Kwakwaka'wakw)
A. Heiltsuk-Oowekyala (també bella bella)
3. Heiltsuk
4. Oowekyala
II. Wakash del sud
5. Makah
6. Nitinaht (també nitinat, ditidaht, nootka del sud)
7. Nuu-chah-nulth (també nootka, nutka, aht, t'aat’aaqsapa)